# Жан Батист Серу Аженкур
Жан Батист Луї Жорж Серу Д'Аженкур (5 квітня 1730 — 24 вересня 1814) — французький археолог та історик.
Народився в Бове, він був нащадком графів Намюра , а в молодості служив офіцером у кавалерійському полку. Вважаючи за необхідне залишити армію, щоб взяти опіку над своїми молодшими братами, які залишилися сиротами, Людовик XV призначив його генерал-фермером. У 1777 році він відвідав Англію, Німеччину та Голландську республіку; а наступного року він подорожував Італією, щоб ретельно вивчити залишки стародавнього мистецтва. Згодом він оселився в Римі і присвятив себе підготовці результатів своїх досліджень до публікації.
Він помер у 1814 р., залишивши твір, що виходив частинами, незавершеним; але він був продовжений паном Генсом і опублікований повністю під назвою L'Histoire de l'Art par les monuments, depuis sa décadence au quatrième siècle jusqu'à son renouvellement au seizième (6 томів, фол. з 325 пластинами, Париж, 1823). У рік своєї смерті Д'Аженкур опублікував у Парижі Recueil de fragments de sculpture antique, en terrecuite .